# Xã Atlanta, Quận Logan, Illinois
Xã Atlanta (tiếng Anh: Atlanta Township) là một xã thuộc quận Logan, tiểu bang Illinois, Hoa Kỳ. Năm 2010, dân số của xã này là 1.926 người.